# Obsolescència planificada

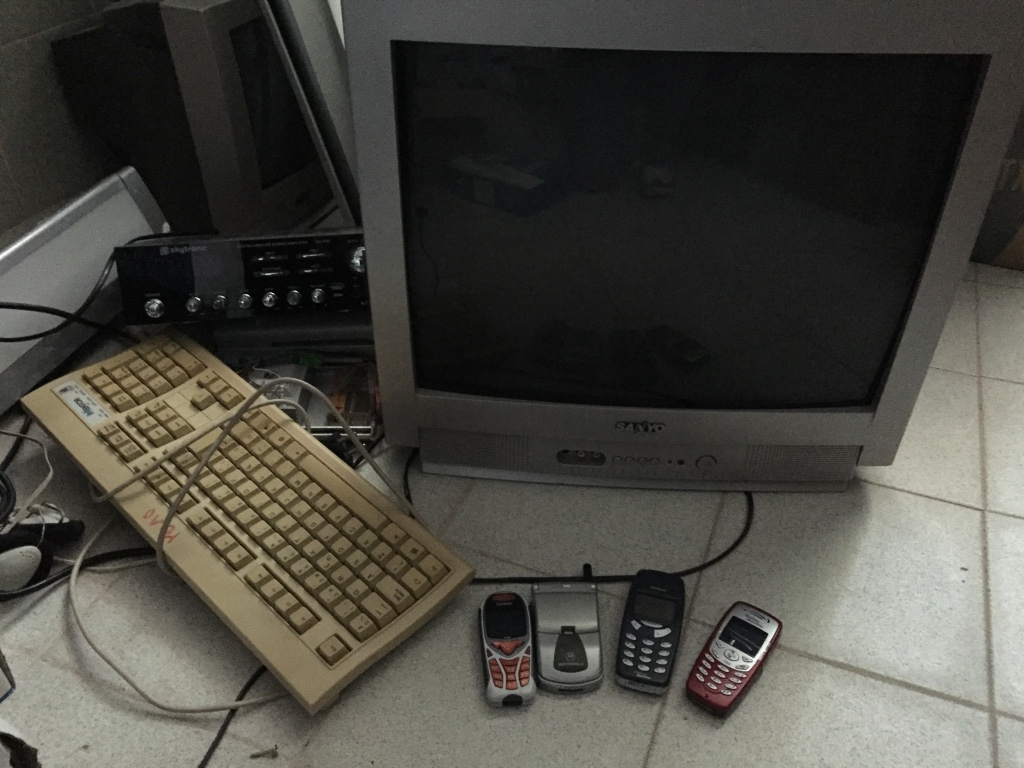
Material Informàtic retirat encara en funcionament

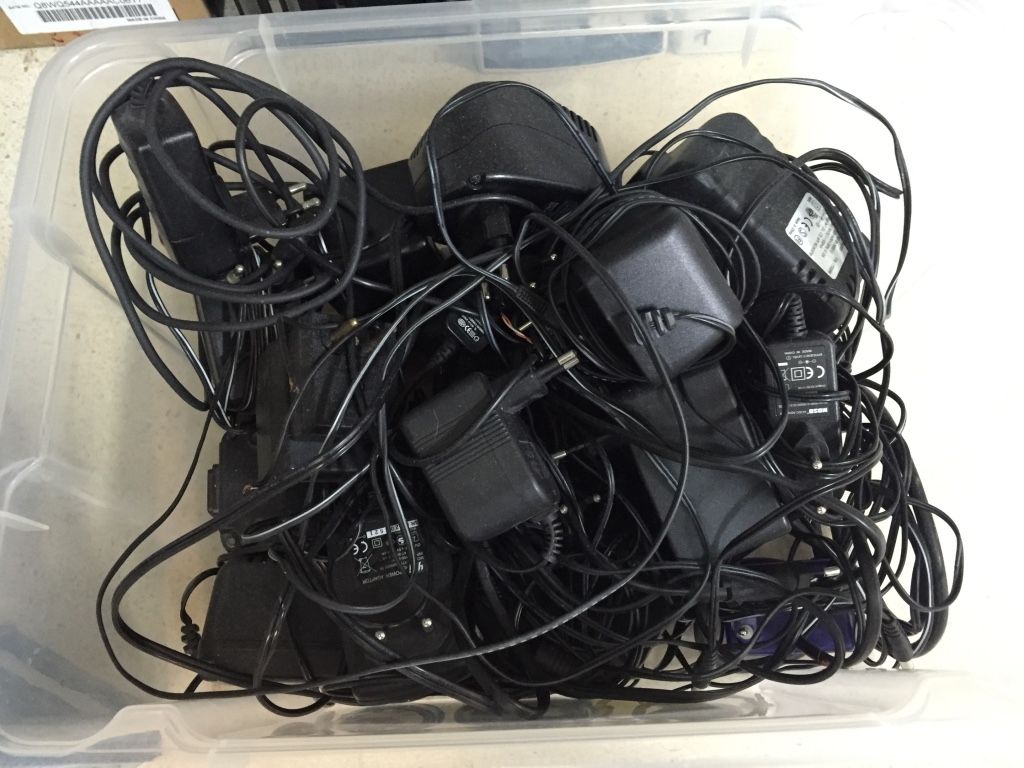
Carregadors retirats pel canvi de telèfon mòbil

L'obsolescència planificada és la planificació de la fi de la vida útil d'un producte de manera que aquest es torni obsolet o inservible al cap d'un període calculat per endavant pel fabricant, durant la fase de disseny del producte o servei. L'obsolescència planificada s'utilitza en productes molt variats i, per a la indústria, estimula positivament la demanda en animar els consumidors a comprar de forma artificialment accelerada nous productes.
L'obsolescència programada va ser desenvolupada per primera vegada entre 1920 i 1930, moment en què la producció en massa va començar a forjar un nou model de mercat en el qual l'anàlisi detallada de cadascuna de les seves parts va esdevenir un factor fonamental per aconseguir l'èxit.
Segons alguns observadors, el 1924 el Càrtel Phoebus, lobby dels principals fabricants de bombetes del món occidental, es van posar d'acord per imposar una estandardització a la producció de les làmpades incandescents, amb la finalitat de garantir una esperança de vida de cada unitat de només unes 1.000 hores, obligant així al recanvi de les bombetes i augmentar els guanys de les empreses.
L'elecció de fabricar productes que es tornin obsolets de manera premeditada pot influir enormement en la decisió de l'empresa sobre la seva arquitectura interna de producció. Així, la companyia ha de sospesar si utilitzar components tecnològics més barats satisfà o no la projecció de vida útil dels seus productes. Aquestes decisions formen part d'una disciplina coneguda com a enginyeria del valor.
Hi ha el risc, però, d'una reacció adversa per part dels consumidors en descobrir que el fabricant es va acarnissar en què tal producte es torni obsolet ràpidament, fent que canviïn a la competència, basant la seva elecció en la durabilitat i qualitat del producte. L'ús de l'obsolescència planificada no sempre és fàcil de determinar, i es complica encara més quan es tenen en compte altres factors relacionats, com la constant competència tecnològica o la sobrecàrrega de funcions, que si bé poden expandir les possibilitats d'ús del producte en qüestió també poden fer-ho fracassar rotundament.
L'objectiu de l'obsolescència planificada és el lucre econòmic immediat, de manera que la cura i respecte de l'aire, aigua, medi ambient i, per tant, el ser humà, passa a un segon pla de prioritats.Cada producte que es torna obsolet, suposa contaminació. És un evident problema de l'actual sistema de producció i econòmic: no s'ajusta en absolut a l'harmonia i equilibri de la natura.
Segons Latouche els fonaments de la societat del creixement són la publicitat, l'obsolescència programada i el crèdit. Pel que fa al segon concepte - obsolescència programada- Latouche ha volgut denunciar que si les persones no cedeixen a la persuasió publicitària i refusen de canviar els objectes que tenen «hauran de convertir-se en consumidors forçats, ja que els objectes avui es fabriquen de tal manera que duren poc; quan s'espatllen surt més car reparar-los que comprar-ne un de nou». Finalment s'ha referit al crèdit com una opció que permet endeutar cada vegada més i ha posat en relleu que molts economistes saben que aquesta situació és insostenible però no diuen res.

## Obsolescència per modes
Hi ha un altre tipus d'obsolescència: la que torna obsolet a un bé de consum perquè ha deixat d'estar de moda. Alguns exemples serien els monitors de pantalla plana que reemplacen als estàndards encara que funcionin (o bé als receptors de televisió), o bé els colors, formes i materials de la roba que parlen sobre la temporada en què van ser adquirits. Aquesta forma d'obsolescència pot ser aplicada a qualsevol bé.
Aquesta estratègia d'introduir petits canvis o millores en productes per tal de fer comprar nous productes malgrat que els anteriors segueixin essent útils forma part de la teoria de la qualitat total, introduïda per William Edwards Deming.

## Obsolescència en economia
En economia, l'obsolescència equival a la depreciació dels elements o sistemes productius encara utilitzables, però que degut al progrés obliga a substituir-los per altres de major productivitat. El fenomen de l'obsolescència influeix decisivament en l'economia, a l'exigir freqüents i costoses inversions de capital, de difícil amortització quan l'aparell productiu no pot funcionar al màxim.
L'obsolescència econòmica procedeix d'una variació, autònoma o induïda, de la demanda dels consumidors. La modificació és autònoma quan es modifica la demanda del producte (per exemple, com a conseqüència d'un augment dels ingressos). En aquest cas, la nova demanda, que ja no pot satisfer-se amb l'utillatge existent, obliga a revisar-lo, encara que alguns dels seus elements poden encara funcionar i a reemplaçar-lo per altre més potent. La modificació és induïda quan els productors ofereixen els consumidors productes de substitució, segons una política de diferenciació del producte, de tal manera que puga fer passar de moda un determinat objecte abans preferit pel públic. En aquestes condicions, la política de diferenciació pot forçar els productors a canviar el seu material, encara utilitzable, a fi d'adaptar-lo a una nova creada pel innovador.
També la podem definir com la situació produïda per l'aparició i desenvolupament de noves tecnologies que fan que els actius d'una empresa quedin antiquats. Altres causes són les variacions en la demanda, de manera que diferents equips siguin més indicats per als diferents volums de producció, les disposicions estatals, els factors ecològics, els canvis en la política interna de l'empresa i les alteracions en la retribució del capital o del treball. L'obsolescència és una de les raons per dur a terme una política d'amortitzacions que permeti dotar anualment a l'empresa d'uns fons que, en el moment de retirar algun element de l'immobilitzat, serveixin per finançar l'adquisició del nou element patrimonial.

## Tipus d'obsolescència
Per a Vance Packard són tres:
- Obsolescència de funció: Es dona quan un producte substitueix un altre per la seva funcionalitat superior.
- Obsolescència de qualitat: Es dona quan el producte es torna obsolet per un mal funcionament programat.
- Obsolescència de desig: Ocorre quan el producte, tot i ser completament funcional i no havent substitut millor, deixa de ser desitjat per qüestions de moda o estil, i se li assignen valors pejoratius que disminueixen el seu desig de compra i animen a la seva substitució.

Així mateix, podem trobar tres formes d'obsolescència programada:
- obsolescència incorporada

La primera d'elles, podria fàcilment ser considerada com un delicte, ja que provoca un perjudici econòmic als usuaris que adquireixen el producte amb expectatives de durada i disponibilitat. És font de controvèrsia i és la forma més tractada en totes les fonts d'informació.
- obsolescència psicològica

Un gran nombre d'electrodomèstics, especialment els que es coneixen com a PAE (Petit Aparell Electrodomèstic), no duren tant com en el passat, i 'tots tenim experiències recents referent a això! A més els fabricants promouen nous productes en funció de la moda i el luxe, fent que els models anteriors no siguin atractius. L'Obsolescència Psicològica és comú en la indústria de la moda, i cada vegada més, a la dels béns de consum
- obsolescència tecnològica

Una altra forma d'obsolescència programada és l'actualització contínua i ràpida de productes com ordinadors, d'entreteniment, telefonia mòbil. L'obsolescència programada genera compres de substitució i ingressos per a les companyies
Aquest fenomen és part de la lògica de l'esquema extreure - fabricar - eliminar de les societats de consum del segle XX i començaments del XXI. Davant d'aquests plantejaments apareixen conceptes alternatius com el de l'Economia Circular.

## Lluita contra l'Obsolescència
Per garantir la lluita contra aquesta pràctica actualment s'utilitzen segells de garantia de productes sense obsolescència programada: segell ISSOP (Innovació Sostenible Sense Obsolescència Programada), creat per la Fundació FENISS (Fundació Energia i Innovació Sostenible Sense Obsolescència Programada).
El segell ISSOP no només busca l'absència de l'obsolescència programada, sinó també protegir el medi ambient i el desenvolupament sostenible dels productes. Per tant, una altra de les propostes principals dicta un canvi d'hàbits de tots, des de les mateixes empreses productores, els governs de tots els països i els propis consumidors per tal que entre tots puguem trobar un equilibri a fi de no generar tants residus. Es proposen noves mesures de reciclatge dels residus, al mateix temps que es trien productes amb peces reemplaçables i reutilitzables.
Finalment, diferents grups ecologistes han ideat noves alternatives per aconseguir allargar la vida útil dels productes a partir de la reparació, lloguer, intercanvi i compravenda d'articles de segona mà, a fi d'evitar aquest increment massiu de residus.